# Мокротиння

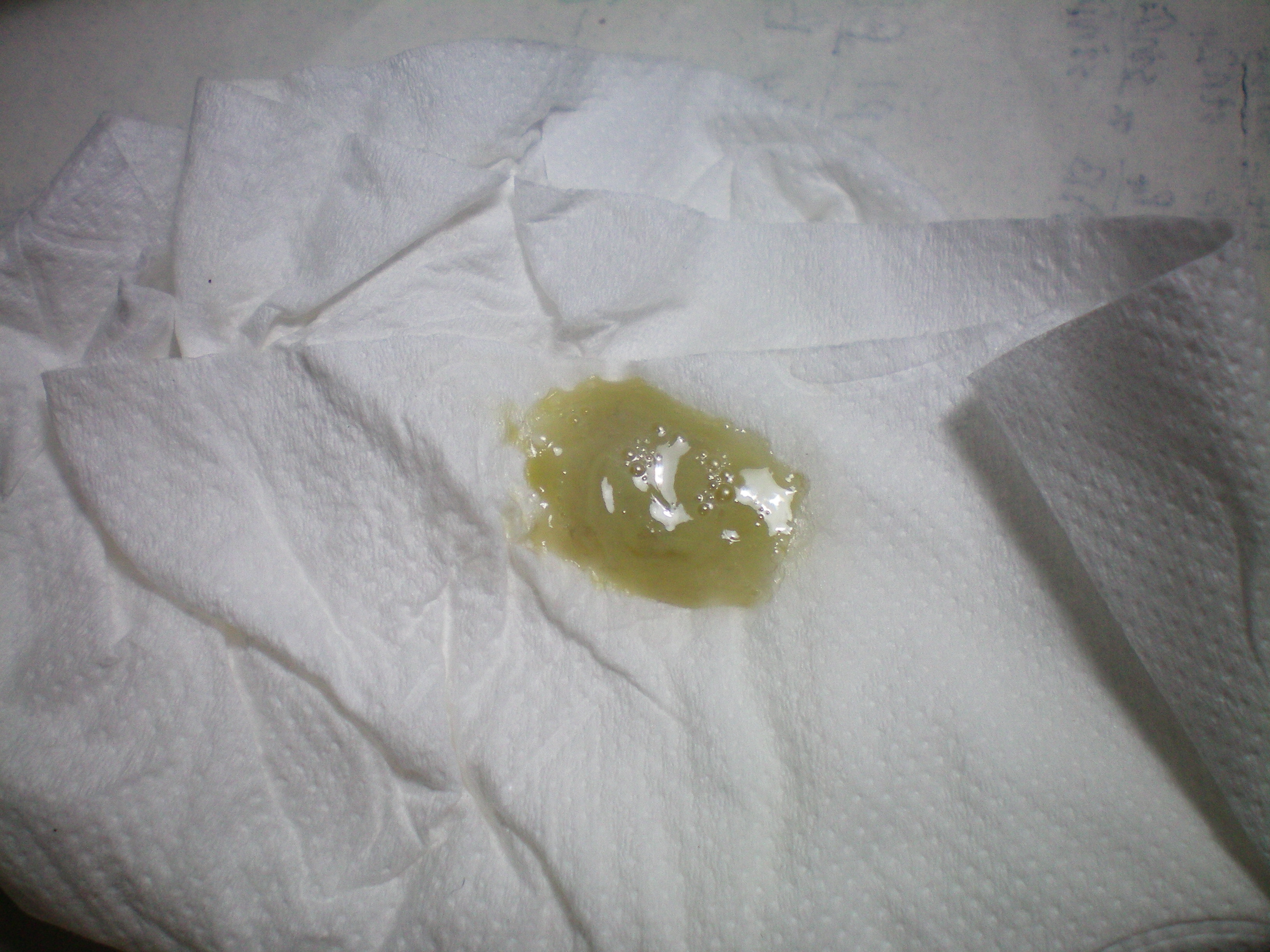
Зовнішній вигляд мокротиння

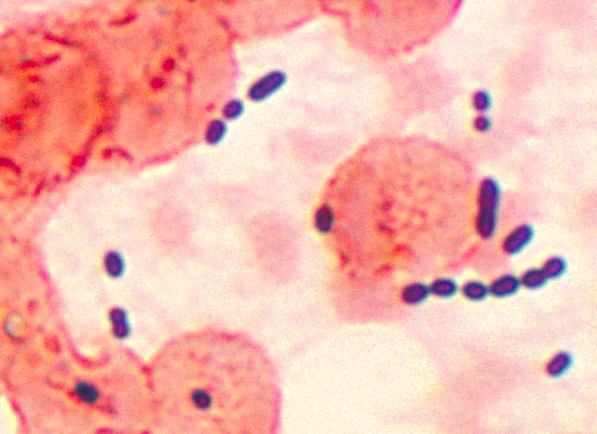
Мокротиння хворого на пневмонію, що містить ланцюжки ентерококів

Мокроти́ння, або мокро́та, або харкотиння (лат. sputum) — секрет трахеобронхіального дерева, що виділяється при кашлі та відхаркуванні з домішками секрету слизової оболонки носа та слини. Є симптомом багатьох захворювань респіраторної системи.
До складу мокроти можуть входити:
- Деякі кристалічні мінерали,
- слиз,
- серозна рідина,
- клітини крові,
- частинки епітелію дихальних шляхів,
- елементи розпаду тканин,
- мікроорганізми,
- зрідка паразитичні черви та їх яйця.

## Патологічні зміни секрету
Дослідження характеру мокротиння (колір, консистенція, запах) може допомогти в діагностиці порушень роботи дихальної системи. Наявність неприємного гнильного запаху мокроти (вона зазвичай не має запаху) може свідчити про гнильний розпад тканин (гангрена, рак) або про розвиток мікрофлори в мокротинні через її застій у порожнинах. Чорний колір мокротиння свідчить про наявність у ньому вугільного пилу (пневмоконіоз), яскраво-жовтий колір свідчить про надмір еозинофілів при бронхіальній астмі, зелений або жовтуватий колір може свідчити про наявність бактеріальної інфекції, білий — вірусної. При лобарній плевропневмонії мокротиння набуває іржавого кольору. Водночас наявність у ньому окремих вкраплень крові при сильному кашлі вважається нормальною.